# Staré Mesto (Košice)
Die Košicer Altstadt (slowakisch Staré Mesto, ungarisch [Kassa-]Óváros) ist ein Stadtteil von Košice, im Okres Košice I in der Ostslowakei.

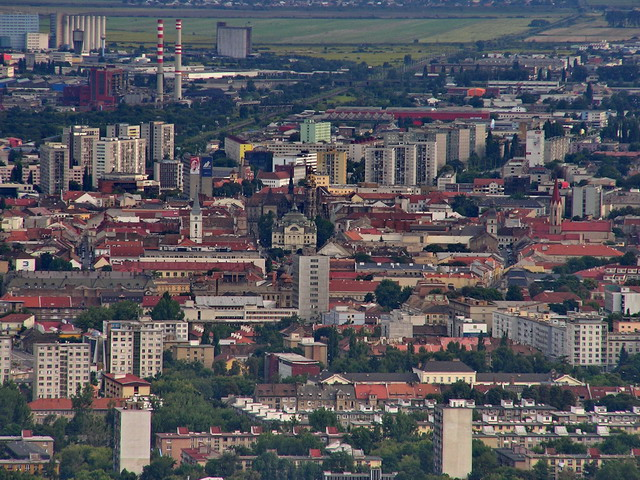
Luftaufnahme der Innenstadt von Košice

Er umfasst den historischen Stadtkern mit den meisten Sehenswürdigkeiten der Stadt sowie die westlich angrenzende Siedlung Kuzmányho, die östlich des Stadtkerns liegende Gegend um den Bahnhof Košice und den Stadtpark (zu Zeiten Österreich-Ungarns Neustadt genannt) und angrenzende Gebiete am linken Ufer des Hornád bis zur Straße 1. Ordnung 20.
Der Stadtteil besteht aus den 3 Katastralgemeinden Huštáky (0,71 km² Fläche), Letná (0,69 km² Fläche) und Stredné Mesto (2,94 km² Fläche).

## Bevölkerung
Nach der Volkszählung 2011 wohnten im Stadtteil Staré Mesto 20.592 Einwohner, davon 13.426 Slowaken, 891 Magyaren, 198 Tschechen, 151 Russinen, 119 Roma, 50 Ukrainer, 37 Deutsche, 26 Juden, 20 Russen, 17 Mährer, acht Bulgaren und Polen, sieben Serben und ein Kroate. 68 Einwohner gaben eine andere Ethnie an und 5565 Einwohner machten keine Angabe zur Ethnie.
7705 Einwohner bekannten sich zur römisch-katholischen Kirche, 1115 Einwohner zur griechisch-katholischen Kirche, 829 Einwohner zur Evangelischen Kirche A. B., 461 Einwohner zur reformierten Kirche, 232 Einwohner zur orthodoxen Kirche, 104 Einwohner zur jüdischen Gemeinde, 75 Einwohner zu den Zeugen Jehovas, 46 Einwohner zur apostolischen Kirche, 42 Einwohner zur evangelisch-methodistischen Kirche, 29 Einwohner zu den Baptisten, 22 Einwohner zu den Siebenten-Tags-Adventisten, 16 Einwohner zur tschechoslowakischen hussitischen Kirche, 12 Einwohner zur jüdischen Gemeinde, neun Einwohner zur Brüderbewegung, sieben Einwohner zu den Mormonen, jeweils sechs Einwohner zur Bahai-Religion und zu den christlichen Gemeinden und drei Einwohner zur altkatholischen Kirche. 134 Einwohner bekannten sich zu einer anderen Konfession, 3592 Einwohner waren konfessionslos und bei 6159 Einwohnern wurde die Konfession nicht ermittelt.